# Sonneberg (huyện)

Huy hiệu của Huyện Sonneberg

Sonneberg là một huyện (Kreis) ở phía nam của Thüringen, Đức. Các huyện giáp ranh (từ phía tây theo chiều kim đồng hồ) là: các huyện Hildburghausen, Saalfeld-Rudolstadt, và các huyện của bang Bavaria Kronach và Coburg.

## Lịch sử
Huyện được thành lập năm 1868 khi các huyện được lập ở Saxe-Meiningen. Năm 1952, một phần của huyện được nhập vào huyện mới thành lập Neuhaus am Rennweg. Huyện này bị giải thể năm 1994 và huyện Sonneberg lấy lại các lãnh thổ cũ.

## Địa lý
Huyện tọa lạc bên sườn nam của rừng Thüringen. Đỉnh cao nhất có độ cao 863 m trên mực nước biển ở Bleßberg.

## Thị xã và đô thị
| Thị xã                                                                | Đô thị                                                                                            | |
| --------------------------------------------------------------------- | ------------------------------------------------------------------------------------------------- | -------------------------------------------------------------------------------------------------- |
| 1. Lauscha 2. Neuhaus am Rennweg 3. Schalkau 4. Sonneberg 5. Steinach | 1. Bachfeld 2. Effelder-Rauenstein 3. Föritz 4. Goldisthal 5. Judenbach 6. Mengersgereuth-Hämmern | 1. Neuhaus-Schierschnitz 2. Oberland am Rennsteig 3. Scheibe-Alsbach 4. Siegmundsburg 5. Steinheid |